# 第9回ワシントンD.C.映画批評家協会賞
9th WAFCA Awards

2010年
作品賞: 

 ソーシャル・ネットワーク 
第9回ワシントンD.C.映画批評家協会賞は、2010年の映画を対象としており、2010年12月6日に発表された。
今回より新たに撮影賞（Best Cinematography）と音楽賞（Best Score）が追加された。

## 受賞とノミネート一覧
太字が受賞。

### 作品賞
- 『ソーシャル・ネットワーク』
  - 『127時間』
  - 『ブラック・スワン』
  - 『インセプション』
  - 『トイ・ストーリー3』

### 監督賞
- デヴィッド・フィンチャー - 『ソーシャル・ネットワーク』
  - ダーレン・アロノフスキー - 『ブラック・スワン』
  - ダニー・ボイル - 『127時間』
  - ジョエル&イーサン・コーエン - 『トゥルー・グリット』
  - クリストファー・ノーラン - 『インセプション』

### 主演男優賞
- コリン・ファース - 『英国王のスピーチ』
  - ジェフ・ブリッジス - 『トゥルー・グリット』
  - ロバート・デュヴァル - Get Low
  - ジェシー・アイゼンバーグ - 『ソーシャル・ネットワーク』
  - ジェームズ・フランコ - 『127時間』

### 主演女優賞
- ジェニファー・ローレンス - 『ウィンターズ・ボーン』
  - アネット・ベニング - 『キッズ・オールライト』
  - アン・ハサウェイ - 『ラブ & ドラッグ』
  - ニコール・キッドマン - 『ラビット・ホール』
  - ナタリー・ポートマン - 『ブラック・スワン』

### 助演男優賞
- クリスチャン・ベール - 『ザ・ファイター』
  - アンドリュー・ガーフィールド - 『ソーシャル・ネットワーク』
  - ジョン・ホークス - 『ウィンターズ・ボーン』
  - サム・ロックウェル - 『ディア・ブラザー』
  - ジェフリー・ラッシュ - 『英国王のスピーチ』

### 助演女優賞
- メリッサ・レオ - 『ザ・ファイター』
  - エイミー・アダムス - 『ザ・ファイター』
  - ヘレナ・ボナム＝カーター - 『英国王のスピーチ』
  - ヘイリー・ステインフィールド - 『トゥルー・グリット』
  - ジャッキー・ウィーヴァー - 『アニマル・キングダム』

### 脚色賞
- 『ソーシャル・ネットワーク』 - アーロン・ソーキン
  - 『127時間』 - サイモン・ボーファイ、ダニー・ボイル
  - 『トイ・ストーリー3』 - マイケル・アーント
  - 『トゥルー・グリット』 - ジョエル&イーサン・コーエン
  - 『ウィンターズ・ボーン』 - デブラ・グラニック、アン・ロッセリーニ

### オリジナル脚本賞
- 『インセプション』 - クリストファー・ノーラン
  - 『家族の庭』 - マイク・リー
  - 『ブラック・スワン』 - マーク・ハイマン、アンドレス・ハインツ、ジョン・J・マクローリン
  - 『キッズ・オールライト』 - リサ・チョロデンコ、スチュアート・ブルムバーグ
  - 『英国王のスピーチ』 - デヴィッド・サイドラー

### キャスト賞
- 『ザ・タウン』
  - 『ザ・ファイター』
  - 『インセプション』
  - 『キッズ・オールライト』
  - 『ソーシャル・ネットワーク』

### アニメ映画賞
- 『トイ・ストーリー3』
  - 『怪盗グルーの月泥棒 3D』
  - 『ヒックとドラゴン』
  - 『メガマインド』
  - 『塔の上のラプンツェル』

### ドキュメンタリー映画賞
- 『イグジット・スルー・ザ・ギフトショップ』
  - 『インサイド・ジョブ 世界不況の知られざる真実』
  - 『レストレポ 〜アフガニスタンで戦う兵士たちの記録〜』
  - The Tillman Story
  - 『スーパーマンを待ちながら』

### 外国語映画賞
- 『BIUTIFUL ビューティフル』・ メキシコ
  - 『ミレニアム ドラゴン・タトゥーの女』・ スウェーデン
  - 『ミラノ、愛に生きる』・ イタリア
  - 『母なる証明』・ 韓国
  - White Material・ フランス

### 美術監督賞
- 『インセプション』
  - 『アリス・イン・ワンダーランド』
  - 『ブラック・スワン』
  - 『ハリー・ポッターと死の秘宝 PART1』
  - 『トゥルー・グリット』

### 撮影賞
- 『インセプション』
  - 『127時間』
  - 『ブラック・スワン』
  - 『ソーシャル・ネットワーク』
  - 『トゥルー・グリット』

### 音楽賞
- 『インセプション』 - ハンス・ジマー
  - 『127時間』 - A・R・ラフマーン
  - 『ブラック・スワン』 - クリント・マンセル
  - 『ソーシャル・ネットワーク』 - トレント・レズナー、アッティカス・ロス
  - 『トゥルー・グリット』 - カーター・バーウェル